# Бонетсвил (Северна Каролина)
Бонетсвил (енгл. Bonnetsville) насељено је место без административног статуса у америчкој савезној држави Северна Каролина.

## Демографија
По попису из 2010. године број становника је 443, што је 53 (13,6%) становника више него 2000. године.
| Група             | 2000.       | 2010.       |
| Белци             | 199 (51,0%) | 195 (44,0%) |
| Афроамериканци    | 136 (34,9%) | 134 (30,2%) |
| Азијати           | 0 (0,0%)    | 0 (0,0%)    |
| Хиспаноамериканци | 49 (12,6%)  | 104 (23,5%) |
| Укупно            | 390         | 443         |